# Станишівська сільська рада (Житомирський район)
Станишівська сільська рада — орган місцевого самоврядування Станишівської сільської територіальної громади Житомирського району Житомирської області.

## Склад ради

### VIII скликання
Рада складається з 26 депутатів та голови.
25 жовтня 2020 року, на чергових місцевих виборах, було обрано 26 депутатів, з них (за суб'єктами висування): «Слуга народу» — 6, «Європейська Солідарність» — 5, Всеукраїнське об'єднання «Батьківщина» — 4, «За майбутнє» — 3, «Пропозиція», Всеукраїнське об'єднання «Свобода», «Опозиційна платформа — За життя» та «Сила і честь» — по 2.
Головою громади обрали позапартійного самовисуванця Юрія Матвійчука, чинного Станишівського сільського голову.

### Перший склад ради громади (2016р.)
Перші вибори депутатів ради громади та сільського голови відбулись 18 грудня 2016 року. Було обрано 26 депутатів, серед них: 23 самовисуванці, два представники Всеукраїнського об'єднання «Батьківщина» та один депутат — від «Опозиційного блоку».
Головою громади обрали позапартійного самовисуванця Юрія Матвійчука, тодішнього Станишівського сільського голову.

### Керівний склад сільської ради
| ПІБ                       | Основні відомості                                                    | Суб'єкт висування | Дата обрання | Дата звільнення |
| ------------------------- | -------------------------------------------------------------------- | ----------------- | ------------ | --------------- |
| Цьмох Олександр Романович | Сільський голова, 1961 року народження, освіта, член народної партії |                   | 26.03.2006   | 31.10.2010      |
| Матвійчук Юрій Вікторович | Сільський голова, 1983 року народження, освіта вища, безпартійний    | Самовисування     | 31.10.2010   | 25.10.2015      |
| Матвійчук Юрій Вікторович | Сільський голова, 1983 року народження, освіта вища, безпартійний    | Самовисування     | 25.10.2015   | 18.12.2016      |
| Матвійчук Юрій Вікторович | Сільський голова, 1983 року народження, освіта вища, безпартійний    | Самовисування     | 18.12.2016   | 25.10.2020      |
| Матвійчук Юрій Вікторович | Сільський голова, 1983 року народження, освіта вища, безпартійний    | Самовисування     | 25.10.2020   |                 |

Примітка: таблиця складена за даними джерела

## Історія
Створена 1923 року в складі сіл Бистрі (Бистрик), Слобода-Селець та Станишівка Левківської волості Житомирського повіту Волинської губернії. Станом на 30 січня 1928 року в підпорядкуванні значилися хутори Леніна, Солдатська слобідка, на 1929 рік — х. Станишівський дачний, які на 1 жовтня 1941 року не перебували на обліку населених пунктів.
Станом на 1 вересня 1946 року та 1 січня 1972 року сільська рада входила до складу Житомирського району Житомирської області, на обліку в раді перебували села Бистрик, Слобода-Селець та Станишівка.
На 1954 рік в підпорядкуванні значилися хутори Котовського та Поруб. Станом на 1 березня 1961 року х. Котовського не перебував на обліку населених пунктів.
30 грудня 2016 року виключена з облікових даних як адміністративно-територіальна одиниця.
Входила до складу Іванківського (Левківського, 7.03.1923 р.), Житомирського (14.05.1939 р., 4.01.1965 р.), Коростишівського (30.12.1962 р.) районів та Житомирської міської ради (15.09.1930 р.).

### Населення
Кількість населення ради станом на 1923 рік становила 2 084 особи, кількість дворів — 378.
Відповідно до результатів перепису населення СРСР, кількість населення ради станом на 12 січня 1989 року становила 3 270 осіб.
Станом на 5 грудня 2001 року, відповідно до перепису населення України, кількість мешканців сільської ради становила 3 188 осіб.